# Joseph Lancaster
Joseph Lancaster (Londres, 25 de novembre de 1778 - Nova York, 
23 d'octubre de 1838) va ésser un pedagog anglès.
El 1798 organitzà el sistema d'ensenyament mutu que ja havia practicat Andrew Bell. Amb Lancaster, però, el mètode adquirí un caràcter més popular gràcies a la seua aplicació amb els infants pobres de Londres.
A causa de la seua neutralitat religiosa, el sistema mutu tingué problemes amb el clergat anglicà, la qual cosa no impedí que s'estengués arreu del món.